# 立ち枯れ

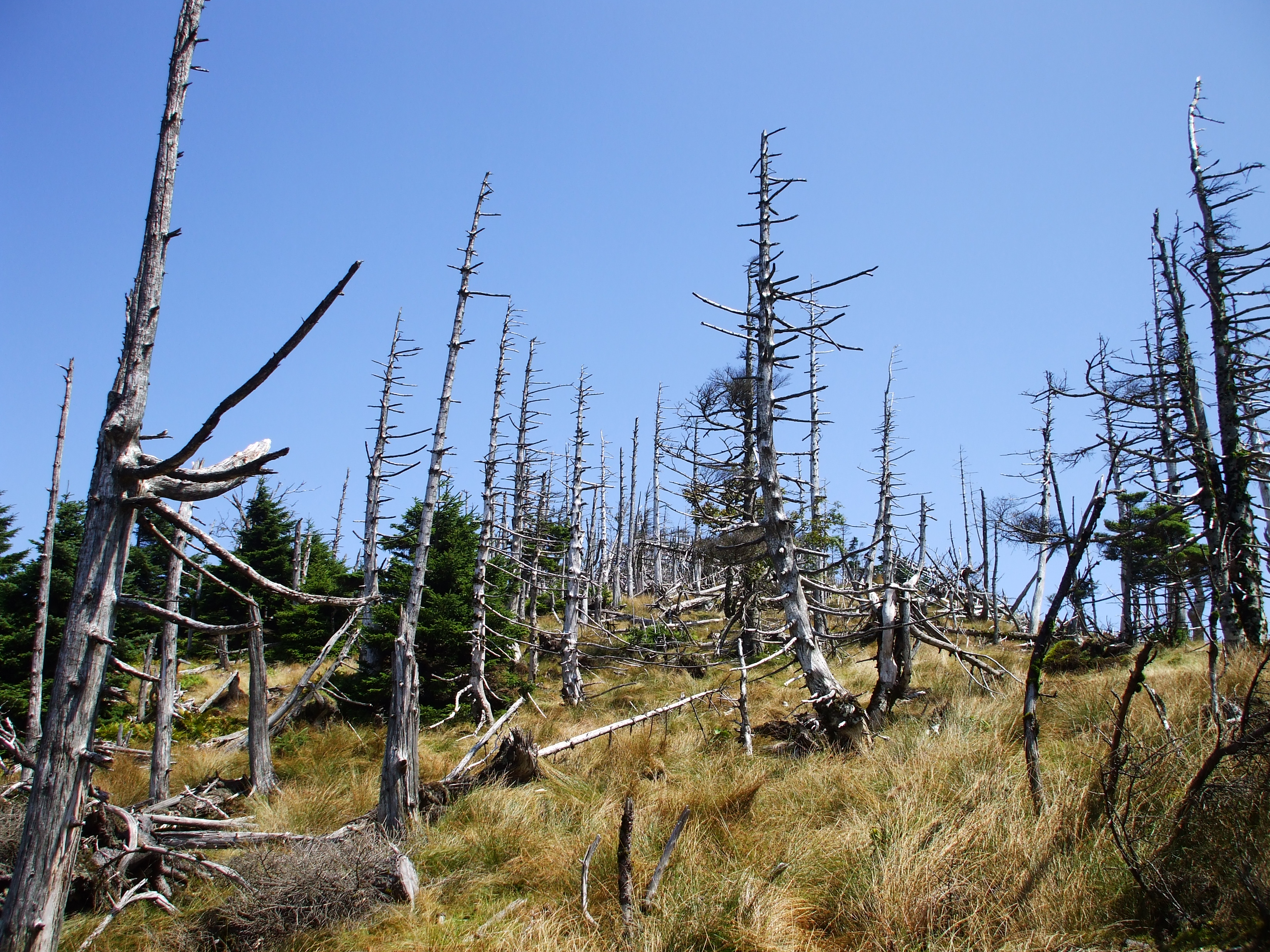
立ち枯れた樹木（八経ヶ岳）

立ち枯れ（たちかれ）とは、森林の樹木が外的要因などにより倒れずそのまま枯れてしまう現象のこと。

## 要因
立ち枯れを起こす主な因子として次が挙げられる。
- 立枯病・青枯病などにかかった場合
- 周辺の土地が水没した場合
- 酸性雨による被害

このように、立ち枯れに至る要因は様々だが、最近は酸性雨による立ち枯れが世界的に深刻な問題となっている。

## 事例
ドイツのシュヴァルツヴァルト（黒い森）では、酸性雨による立ち枯れが深刻である。
日本においては、水没による立ち枯れの事例として、長野県松本市上高地の大正池が知られており、大正池が属する上高地は国の特別名勝・特別天然記念物に指定されている。
酸性雨（酸性降下物）の事例は群馬県の赤城山、神奈川県の丹沢山地などで見られる。